# Septembre 1834

## Événements
- 1er septembre, France : Victor Hugo installe Juliette Drouet près de Jouy, dans la vallée de la Bièvre, aux Metz. Il rentre seul à Paris.

- 3 septembre, France : Victor Hugo s'installe aux Roches (non loin de Jouy) avec sa femme et ses enfants.

- 6 septembre, France : Claude Gueux de Hugo paraît en plaquette.

- 29 septembre : mise en vigueur de la Charte de 1826 au Portugal.

## Naissances
- 25 septembre :
  - Désiré van Monckhoven (mort en 1882), chimiste, opticien et physicien belge.
  - Carl Ludwig Christoph Douzette, peintre allemand († 21 février 1924).
  - Jules Pardonneau, peintre français († 31 octobre 1895).

## Décès
- 9 septembre : James Weddell (né en 1787), explorateur britannique.
- 24 septembre : Pierre Ier du Brésil, en exil au Portugal.
- 27 septembre : Konrad Mannert, historien et géographe allemand.